# Delia cardui
Espèce
Delia cardui, la mouche de l'œillet, est une espèce d'insectes diptères brachycères de la famille des Anthomyiidae.